# Beast Wars Neo
Beast Wars Neo – animowany serial telewizyjny wyprodukowany przez Nihon Ad System i bezpośrednia kontynuacja Beast Wars II. Nadawany był w latach 1998–1999 na kanale TV Tokyo.

## Fabuła
Akcja rozgrywa się po ostatecznej bitwie Lio Convoya z Galvatronem. Eksplozja wywołana zniszczeniem Nemezisa, sztucznej planety, spowodowała otwarcie dziury czasoprzestrzennej, która pochłonęła całą załogę Lio Convoya, włączając też ich lidera i Predacony. Kilka miesięcy później, Wysoka Rada Cybertronu powołuje do działania grupę rekrutów-Maximali pod dowództwem Big Convoya. Ma ona za zadanie polecieć na Planetę Gaea i zbadać, co się stało. Podczas badań odkrywają, że eksplozja Nemezisa uwolniła i zapieczętowała energię Angolmois w kapsułach. Drużyna Maximali rozpoczyna wyścig o tę energię z drużyną Predaconów, których liderem jest Magmatron. Obydwie frakcje nie wiedzą, że do wyścigu dołącza później zespół Transformerów-hybryd. Nie są też świadomi, że energia pochodzi od mrocznego niszczyciela, Unicrona.

## Postacie

### Maximale
- Big Convoy – dowódca Maximali, transformuje się w mamuta.
- Longrack – zastępca Big Convoya, transformuje się w żyrafę.
- Cohrada – samotnik preferujący pustynne walki, przemienia się w węża.
- Stampy – tchórzliwy Maximal, przemienia się w królika.
- Break – impulsywny żołnierz, transformuje się w pingwina.
- Heinlad – najbardziej tajemniczy rekrut, który potrafi manipulować czasem dzięki zegarkowi na brzuchu. Zmienia się w tanuki.
- Mach Kick – przyjaciel Big Convoya i silny wojownik. Zmienia się w konia.
- NAVI – główny system komputerowy Maximali.

### Predacony
- Magmatron – główny przywódca Predaconów.
- Guiledart
- Saberback
- Sling
- Dead End
- Archaids
- DNAVI

## Obsada
- Hozumi Gōda — Lio Convoy
- Chie Hirano — Vector Sigma
- Show Ryuzanji — Magmatron
- Yōji Ietomi — Heinrad
- Junichi Inoue — Big Convoy
- Mika Ishibashi — Stampy
- Masami Iwasaki — Hardhead
- Holly Kaneko — Guiledart
- Yoshinobu Kaneko — Elphaorpha
- Hajime Komada — Bazooka
- Tetsuo Komura — Galvatron/Unicron
- Hidenori Konda — Sharp Edge
- Kōhei Kowada — Randy
- Monster Maezuka — Sling, Narrator
- Kei Majima — Crazybolt
- Naomi Matamura — Gōmya
- Takashi Matsuyama — Rockbuster
- Junichi Miura — Pilot (odcinek 33.)
- Maki Miyamae — DNAVI
- Yasuhiro Miyata — Killer Punch
- Seiji Mizutani — Dead End
- Yoshikazu Nagano — Survive
- Ryō Naitō — Hydra
- Yuki Nakao — Mikesu (odcinek 2.)
- Mizue Nishimori — OPErator (NEO)
- Teruaki Ogawa — Mach Kick
- Nobuyuki Saitō — Latolata
- Kaori Tagami — Navi
- Eiji Takemoto — Bump
- Junko Takeuchi — Break
- Ren Tamura — Archadis
- Kōichi Tateishi — Dōmya (odcinek 3.)
- Masanori Tomita — Great Convoy
- Satoshi Tsuruoka — Commander Strada (odcinek 16.)
- Shinji Uchida — Drancron
- Makoto Ueki — Colada
- Jun Uemoto — Longrack
- Kazuki Yao — Saberback, God of the Maximals

## Odcinki
1. Move Out, Big Convoy!
2. Get the Mysterious Capsule!
3. Burning Spirit Below Freezing
4. Hang in There, Stampy!
5. Mirage in the Sand
6. Dinosaur Combiner Magmatron
7. Duel in the Midst of the Labyrinth
8. Danger of the Black Hole
9. Sub-commander Longrack
10. Whoa! He Got Eaten
11. Planet of Time
12. Hydra Alone
13. Break is a Predacon?
14. Ship's Log
15. Mach Kick Enlists!?
16. Planet of the Ultimate Weapons
17. Troubled DNAVI
18. Attack! Randy
19. Physicist Bump
20. Hardhead is Hardheaded
21. Deep-Sea Personal Combat
22. The Stolen Gung-Ho
23. Hot-Blooded Instructor Survive
24. Assemble, New Warriors!
25. The Mysterious Beast Warrior!?
26. The Stolen Capsule
27. Pursue the Blentrons
28. Angered Magmatron
29. Illusion? Lio Convoy
30. Unicron Revived!
31. Unicron's Ambition
32. Fight, Maximals!
33. The End of the Maximals!?
34. The Last Battle
35. Graduation!!